# Svino
Svino – wieś w Słowenii, w gminie Kobarid. W 2018 roku liczyła 109 mieszkańców.